# Brenzcatechinviolett
Brenzcatechinviolett ist eine chemische Verbindung aus der Gruppe der Triphenylmethanfarbstoffe. Sie wird als Indikatorsubstanz verwendet, welche ihre Farbe von Rot im pH Bereich < 0, über Gelb im Bereich von 2–8 zu Violett im Bereich um 8 und Rot-Violett im basischen Bereich ändert. Es bildet mit Metall-Ionen Komplexverbindungen.

## Gewinnung und Darstellung
Brenzcatechinviolett kann durch Reaktion von Brenzcatechin mit 2-Sulfobenzoesäureanhydrid gewonnen werden.

## Verwendung
Brenzcatechinviolett-Lösungen (z. B. EDTA) können für die Bestimmung vieler Metalle (Titration bei Chelaten und anderen Komplexen), vor allem zum Nachweis von Zinn verwendet werden. Die von Metallen mit Brenzcatechinviolett gebildeten Chelate haben im Allgemeinen eine blaue bis blau-violette Farbe.